# Un homme mort
Un homme mort est une série télévisée québécoise en huit épisodes de 42 minutes, écrite et coproduite par Fabienne Larouche, réalisée par Sophie Lorain, et diffusée du 16 février au 6 avril 2006 sur le réseau TVA. Il y avait aussi le jeu interactif sur internet pour résoudre des enquêtes à la suite de la diffusion de chaque épisode.
En France, la série a été diffusée à partir du 5 septembre 2009 sur OCS Choc puis à partir du 8 décembre 2010 sur TPS Star.

## Distribution
- Karine Vanasse : Kim Blanchard
- Michel Barrette : Paul Devault
- Michel Dumont : René Bédard
- Romano Orzari : Angel Porquito
- Jeff Boudreault : Alain Schmidt
- Hugues Frenette : Nic Sirois
- Jean-François Pichette : Emmanuel Dunston
- Isabel Richer : Julie Frappier
- Sébastien Delorme : Martin Belmont
- Franco Montesano : Tony Lamente
- Robert Lalonde : Michel Gendron

## Fiche technique
- Auteur : Fabienne Larouche
- Réalisation : Sophie Lorain
- Société de production : Aetios Productions

## Commentaires
- Le premier épisode a été vu par 1,78 million de téléspectateurs[4].
- Avec un budget d'environ 850 000 $ par épisode, la série aurait eu une moyenne d'écoute de 1,5 million de téléspectateurs, ce qui était insuffisant pour la rentabiliser selon Philippe Lapointe, responsable, à l'époque, de la programmation à TVA[5].
- En 2009, Fabienne Larouche envisagait la possibilité de produire une suite à la série, peut-être sous forme de romans[5].